# Nortriptilina
La nortriptilina è un farmaco appartenente alla classe degli Antidepressivi triciclici (TCA). La classe degli antidepressivi triciclici è stata la più utilizzata fino all'introduzione degli SSRI negli anni ottanta e novanta. Tutti gli antidepressivi triciclici hanno in comune nella struttura chimica il nucleo iminodibenzile (triciclico). L’effetto generale dei TCA è dato dall’inibizione del riassorbimento, a livello della terminazione presinaptica, delle ammine normalmente rilasciate durante la depolarizzazione del neurone noradrenergico, serotoninergico ed eventualmente dopaminergico.
La nortriptilina è il metabolita attivo della amitriptilina e differisce da essa solo per un gruppo metilico nella catena laterale. Infatti, l'amitriptilina è un'ammina terziaria, mentre la nortriptilina è un'ammina secondaria. L'azione della nortriptilina consiste esclusivamente nell'inibizione della ricaptazione della noradrenalina, un neurotrasmettitore del sistema nervoso.Come conseguenza si avrà una maggiore quantità di neurotrasmettitore, il quale persisterà più a lungo a livello della terminazione sinaptica, e potrà agire in modo più prolungato su quelli che sono i recettori post sinaptici quali i β1-adrenergici e i serotoninergici 5-HT2. Il primo effetto studiato, ovvero l’incremento del persistere dei neurotrasmettitori, coincide perfettamente con la vecchia teoria per la quale la depressione è descritta come una mancanza di neurotrasmettitori di tipo tonico-attivatori. La terapia con questo farmaco può richiedere tempo, infatti gli effetti desiderati compaiono dopo due-tre settimane dall’inizio del trattamento. L’esito antidepressivo è tardivo, mentre gli effetti indesiderati sono immediati. Questo accade perché nel giro di due-tre settimane si ha una modulazione dell’assetto neuronale, con formazione di nuove sinapsi, per attivazione della risposta CREB del fattore neurotrofico cerebrale o per un processo di desensibilizzazione recettoriale (in particolare della noradrenalina). È probabile che ci sia una desensibilizzazione dei recettori presinaptici (autorecettori come 5-HT1), e questo potrebbe spiegare la comparsa ritardata dell’effetto antidepressivo. Questo farmaco viene utilizzato poco nel trattamento della depressione, la causa dell'abbandono come agente terapeutico risiede nella scarsa tollerabilità rispetto agli antidepressivi di nuova generazione, nella carente praticità e nell'alto rischio di morte in seguito a sovradosaggio. Altri usi clinici della nortriptilina sono il trattamento di sindromi dolorose come la fibromialgia, le neuropatie e la cefalea, viene poi impiegata per curare l'enuresi e l'insonnia.

## Struttura chimica
La nortriptilina è un composto triciclico la cui struttura chimica è data da un dibenzocicloeptadiene generatosi a partire dalla fusione dei tre anelli legati insieme alla corrispondente catena laterale. Il suo nome IUPAC è 3-(10,11-diidro-5H-dibenzo[a,d][7]annulen-5-ilidene)-N-metil-1-propanammina. Essendo un'ammina, sotto forma di base coniugata (base libera,deprotonata),presenta formula chimica {\displaystyle {\ce {C19H21N1}}}avente peso molecolare pari a 263,37 g/mol.

## Caratteri chimico-fisici ed organolettici
Trattasi di una polvere bianco-biancastra dall'odore caratteristico e dal sapore prettamente amaro. La sua temperatura di fusione si appresta ad essere compresa tra i 215 - 220 °C. Circa la sua solubilità, la nortriptilina è solubile in rapporto 1:50 in acqua, in rapporto 1:5 in cloroformio e in rapporto 1:10 in etanolo. Risulta essere insolubile in etere e nella maggior parte degli altri solventi organici. Una soluzione acquosa 1% di nortriptilina ha un pH di circa 5, debolmente acido. La nortriptilina è una molecola termosensibile e pertanto occorre proteggerla dalla luce e conservarla in contenitori ermetici.

## Indicazioni terapeutiche
La nortriptilina cloridrato viene somministrata per generare sollievo in seguito ai tipici sintomi da depressione. Ha un'azione più diretta nelle depressioni endogene in quanto sono più facilmente alleviabili rispetto ad altri disturbi depressivi. Inoltre, la nortriptilina può essere somministrata per il trattamento delle enuresi notturne nei bambini, nel trattamento della nausea e vomito scaturiti dai cicli chemioterapici a cui si è sottoposti in caso di patologie tumorali e infine viene somministrata anche nel caso di attacchi di panico ripetuti e nell'orticaria.

## Farmacodinamica
La nortriptilina, a differenza degli altri antidepressivi triciclici, inibisce esclusivamente la ricaptazione della noradrenalina. Infatti, i triciclici a struttura amminica secondaria, come la desipramina e la nortriptilina, sono selettivi per il trasportatore del NET (norepinephrine transporter). La nortriptilina blocca i recettori pre-sinaptici della noradrenalina, e lo fa inibendo la ricaptazione di questo neurotrasmettitore che rimane bloccato nel bottone sinaptico del sistema nervoso centrale (SNC). Inoltre si lega ai recettori alpha-adrenergici, istaminergici e colinergici. Il trattamento a lungo termine con nortriptilina causa downregulation dei recettori adrenergici per la continua stimolazione di questi ultimi.

## Farmacocinetica
La nortriptilina viene somministrata per via orale ed è facilmente e completamente assorbita dal tratto gastrointestinale. La sua biodisponibilità orale è del 45-80% per la presenza di un marcato effetto di primo passaggio. Una volta raggiunto il sangue si lega alle plasmaproteine per il 93-95% e ha un'emivita plasmatica di eliminazione di 18-93 h, più lunga dell'amitriptilina. Il picco plasmatico si manifesta dopo 7.5-8 h dalla somministrazione. Il suo metabolismo è per la maggior parte epatico: si hanno inizialmente demetilazione ed idrossilazione, con successiva coniugazione con acido glucuronico. Il principale metabolita è la 10-idrossi-nortriptilina, ma a livello plasmatico è presente per lo più come nortriptilina immodificata. L'eliminazione avviene per via renale sotto forma del metabolita, coniugato e non, 10-idrossi-nortriptilina, per più del 50%. La rimanente percentuale viene eliminata con la bile.

## Controindicazioni
Controindicato in soggetti con cardiopatie gravi, in caso di qualsiasi grado di blocco della conduzione cardiaca o disturbi del ritmo cardiaco ed insufficienza coronarica. E’ controindicato nei casi di: glaucoma; avvelenamento acuto da barbiturici; ipertrofia prostatica; trattamento concomitante con anti-MAO (inibitori della monoamino-ossidasi). Inoltre, è controindicata l'assunzione del farmaco contemporanea ad assunzione di alcool in quanto vengono potenziati gli effetti sedativi dello stesso.

## Effetti
Gli effetti terapeutici antidepressivi si manifestano non prima dei primi 10-15 giorni di somministrazione, durante i quali si può incorrere nel rischio di probabile suicidio dal momento in cui l'azione sull'inibizione psicologica prevale (è più rapida) rispetto a quella sulla depressione. La somministrazione per via endovenosa (sotto forma di infusione lenta) consente una più rapida comparsa degli effetti antidepressivi ma, comporta effetti collaterali molto più pronunciati.

## Quadro del sovradosaggio
Il quadro del sovradosaggio della nortriptilina è conforme a quello da intossicazione da clomipramina. I primi segni di intossicazione compaiono con 500 mg per os nell'adulto e con 5 mg/kg nel bambino. Il rischio di morte aumenta con 1500 mg per os nell'adulto e con 70 mg/kg nel bambino. Attualmente non esiste un antidoto specifico.
La dose letale 50 (DL50), ossia la dose somministrata in una sola volta, in grado di uccidere il 50% delle cavie, nel topo è di 27 mg/kg per via endovenosa e di 275 mg/kg per os.

## Interazioni con altri farmaci
In seguito ad associazioni razionali le possibili interazioni della nortriptilina avvengono con:
- flufenazina : nelle forme depressivo-ansiose, nelle depressioni con elementi psicotici produttivi e nelle affezioni psicosomatiche soprattutto gastriche;[8]

- ipnoinducenti : casi di insonnia cronica;[8]

- sedativi : situazioni di ansia prolungata.[8]

## Effetti indesiderati
Gli effetti indesiderati attribuiti alla nortriptilina sono analoghi alla clomipramina, ma forse meno frequenti.

### Effetti comuni
Gli effetti più comuni comprendono effetti anticolinergici quali:
1. secchezza delle fauci;[14]
2. sonnolenza, eccitamento, irritabilità, vertigini, inversione del tono dell'umore, insonnia;[14]
3. turbe dell'accomodazione;[14]
4. stipsi;[14]
5. disturbi della minzione, ritenzione urinaria;[14]
6. palpitazioni, tachicardia, sudorazione;[14]
7. cefalea;[14]
8. astenia, incoordinazione motoria, tremori grossolani.[14]

### Meno frequenti
1. Aggravamento di una psicosi, comparsa di delirio in psicotici, stato confusionale, viraggio alla fase maniacale, crisi comiziali;[8]
2. nausea, vomito, intolleranza ad alcool e caffè, diarrea;[8]
3. rash cutanei, orticaria, fotosensibilizzazione;[8]
4. ipertensione arteriosa e alterazioni elettrocardiografiche come quelle della clomipramina (allungamento di PR e QT, rallentamento di conduzione, modificazioni dell'onda T, aumento dell'automatismo ectopico);[8]
5. disartria, disturbi extrapiramidali;[8]
6. disturbi midollari;[8]
7. ipoproteinemia.[8]

## Trattamento in gravidanza
La nortriptilina varca facilmente la barriera placentare, e raggiunge il latte materno. L’esposizione del feto nei primi tre mesi della gestazione con antidepressivi triciclici non sembra avere alcun effetto avverso sul quoziente intellettivo (IQ), sullo sviluppo dell’area del linguaggio e sul comportamento.